# Eric Nam
Nam Yoon-do (em coreano: 남윤도; 17 de novembro de 1988), mais conhecido pelo seu nome artístico Eric Nam (em coreano: 에릭남), é um cantor coreano-americano e apresentador na Coreia do Sul.
Sua primeira aparição artística foi em ''Birth Of A Great Star 2'' em 2012, após ser descoberto através de um de seus covers no YouTube. Ele fez seu debut oficial com o mini álbum "Cloud" no dia 23 de janeiro de 2013.

## Início da vida
De descendência sul coreana, Nam nasceu e foi criado em Atlanta. Ele tem dois irmãos mais novos, Brian e Eddie.  Na infância, ele foi membro da Atlanta Boy Choir e viajou para a Itália, onde ele cantou na Basílica de São Pedro em Roma. Ele se graduou na The Lovett School em 2007, onde jogou futebol e tocou na orquestra. Ele viajou para Boston onde completou os estudos no Boston College, estudando durante parte do ano em Pequim. Ele é fluente em coreano, inglês, espanhol e chinês.

## Carreira

### Pré-estreia
Após fazer vários covers no YouTube, um representante da JYP Entertaiment sugeriu que Eric participasse de uma das audições da empresa em Nova York. Ele, no entanto, recusou o convite por estar focado em seus estudos naquele momento. Em junho de 2011, um cover nomeado  "Eric Nam - 에릭남 - 2NE1 - Lonely! Male Version Cover"  que ele postou no YouTube, foi o suficiente para o MBC o ajudasse a ir até a Coreia para fazer uma audição.  
Eric Nam competiu no show de talentos Birth Of A Great Star 2 em dezembro de 2011. Ele permaneceu na competição por 8 meses e ficou no top 5. Após o show, ele viajou de volta para os Estados Unidos e se apresentou no Kollaboration Boston 2 no dia 21 de abril de 2012. Kollaboration é um ''show de talentos nacional que dá o sucesso necessário aos americanos-asiáticos'' 
Em junho de 2012, Eric Nam voltou para a Coreia para planejar seu single "제주도의 푸른밤" (The Blue Night of Jeju Island)'', que foi lançado depois de um mês. Em agosto, ele se tornou um MC na terceira temporada de MBC Star Audition, em Nova York.
Em 25 de setembro de 2012, ele se juntou a B2M Entertainment como um artista solo.

### 2013-14: Debut com Cloud 9,''Ooh Ooh'', and''Melt My Heart''
Em 23 de janeiro de 2013, Eric Nam fez seu debut oficial com o mini álbum Cloud 9, que continha o single ''Heaven's Door''.
Em 8 de abril de 2014, Eric Nam lançou o single ''Ooh Ooh'' com participação de Hoya do grupo Infinite. O clipe teve participação de Boa (Spica), Kevin (U-KISS) e Brad Moore (Busker Busker).
Em 9 de dezembro de 2014, Eric Nam lançou o single ''Melt My Heart''.

### 2015-presente: "I'm OK",Interview, eWe Got Married
Em fevereiro de 2014, Eric participou da música ''I Just Wanna'' de Amber Liu. Em 5 de março de 2015, ele lançou o single ''I'm OK'', acompanhado do clipe.
Em 19 de maio de 2015, o grupo produtor Sweet Tune revelou que Eric Nam iria lançar um single nomeado ''Dream'' com participação de Jimin do 15& para um projeto de caridade.

Em dezembro de 2015, Eric Nam assinou um contrato exclusivo com CJ E&M após seu contrato de três anos com a B2M Entertainment expirar. B2M Entertaiment continua o gerenciando como produtor.
Em 4 de março de 2016, Eric Nam participou do projeto SM STATION da S.M. Entertainment, lançando o single "Spring Love" em parceria com a Wendy do Red Velvet.
Em 8 de março de 2016, Eric Nam postou uma imagem prévia em sua conta no Instagram e revelou que iria lançar seu segundo mini álbum nomeado Interview no dia 24 de março.  No mesmo dia foi lançado o clipe de ''Good For You'', faixa principal do mini álbum. Eric Nam lançou um clipe criativo para a faixa ''Interview''.

Em abril de 2016, ele se juntou ao show virtual We Got Married com Solar do Mamamoo. 

## Outras obras
Ele fez participação na Eatyourkimchi com Simon e Martina. Ele fez a entrevista no red carpet do KCON 2014.

## Discografia

### EPs - Extended Plays
| Título                                                             | Detalhes do álbum                                                                             | Posições Nos Charts | Posições Nos Charts                  | Posições Nos Charts             | Vendas       |
| Título                                                             | Detalhes do álbum                                                                             | KOR                 | US Heat Billboard Heatseekers Albums | US World Billboard World Albums | Vendas       |
| ------------------------------------------------------------------ | --------------------------------------------------------------------------------------------- | ------------------- | ------------------------------------ | ------------------------------- | ------------ |
| Cloud 9                                                            | - Lançamento: Janeiro 23, 2013 - Gravadora: B2M Entertainment - Formato: CD, download digital | 22                  | —                                    | —                               | - KOR: 928   |
| Interview                                                          | - Lançamento: 24 De Março De 2016 - Gravadora: CJ E&M - Formato: CD, download digital         | 12                  | —                                    | —                               | - KOR: 2,150 |
| "—" denota que não entrou nos charts ou não foi lançado na região. |                                                                                               |                     |                                      |                                 |              |

### Singles
| Título                                        | Ano                                                                | Posições Nos Charts                                                | Posições Nos Charts                                                | Vendas (Download Digital)                                          | Álbum                                                              |
| Título                                        | Ano                                                                | KOR                                                                | KOR Hot 100                                                        | Vendas (Download Digital)                                          | Álbum                                                              |
| --------------------------------------------- | ------------------------------------------------------------------ | ------------------------------------------------------------------ | ------------------------------------------------------------------ | ------------------------------------------------------------------ | ------------------------------------------------------------------ |
| "The Blue Night of Jeju Island" (com Namaste) | 2012                                                               | 137                                                                | —                                                                  | —                                                                  | —                                                                  |
| "Heaven's Door"                               | 2013                                                               | 66                                                                 | 60                                                                 | KOR: 64,720+                                                       | Cloud 9                                                            |
| "Ooh Ooh" (feat. Hoya do Infinite)            | 2014                                                               | 48                                                                 | 93                                                                 | KOR: 34,194+                                                       | —                                                                  |
| "Melt My Heart"                               | 2014                                                               | 71                                                                 | —                                                                  | —                                                                  | —                                                                  |
| "I'm OK"                                      | 2015                                                               | 32                                                                 | KOR: 105,212+                                                      | —                                                                  | —                                                                  |
| "Good For You''                               | 2016                                                               | 33                                                                 | KOR: 326,312+                                                      | —                                                                  | Interview                                                          |
| "Interview"                                   | 2016                                                               | 89                                                                 | KOR: 39,292+                                                       |                                                                    | Interview                                                          |
| —                                             | "—" denota que não entrou nos charts ou não foi lançado na região. | "—" denota que não entrou nos charts ou não foi lançado na região. | "—" denota que não entrou nos charts ou não foi lançado na região. | "—" denota que não entrou nos charts ou não foi lançado na região. | "—" denota que não entrou nos charts ou não foi lançado na região. |

### Colaborações
| Título                                                             | Ano  | Posições no Charts | Vendas (Download Digital) | Álbum      |
| Título                                                             | Ano  | KOR                | Vendas (Download Digital) | Álbum      |
| ------------------------------------------------------------------ | ---- | ------------------ | ------------------------- | ---------- |
| "I Just Wanna" feat. (Amber Eric Nam)                              | 2015 | 63                 | —                         | Beautiful  |
| "Dream" (feat. Park Ji-min do 15&)                                 | 2015 | 46                 | 62,965+                   |            |
| "Spring Love" (feat Wendy do Red Velvet)                           | 2016 | 7                  | 436,397+                  | SM Station |
| "—" denota que não entrou nos charts ou não foi lançado na região. |      |                    |                           |            |

### OSTs
| Título                                                             | Ano  | Pico do gráfico posição | Vendas (Download Digital) | Álbum                      |
| Título                                                             | Ano  | KOR                     | Vendas (Download Digital) | Álbum                      |
| ------------------------------------------------------------------ | ---- | ----------------------- | ------------------------- | -------------------------- |
| "Good-bye in Once Upon a Time"                                     | 2013 | —                       | 28,849+                   | Love in Memory OST Part. 2 |
| "Cool Guy"                                                         | 2014 | —                       | —                         | Let's Eat OST              |
| ''In Your Days" (feat. Kim Kyu-jong)                               | 2014 | —                       | —                         | SOS Please Help Me OST     |
| ''A Second Is An Hour" (feat. Park Boram)                          | 2015 | —                       | 16,829+                   | Flirty Boy and Girl OST    |
| "Before The Sunset"                                                | 2017 | —                       | —                         | Mad Dog OST Part. 1        |
| "—" denota que não entrou nos charts ou não foi lançado na região. |      |                         |                           |                            |

## Filmografia

### Televisão
| Ano           | Programa   | Título                                                    | Função           | Notas |
| ------------- | ---------- | --------------------------------------------------------- | ---------------- | --- |
| 2011-2012     | MBC        | Birth of A Great Singer 2                                 | Participante     | — |
| 2013-2016     | Arirang TV | After School Club                                         | Apresentador     | — |
| 2014          | MBC        | Section TV                                                | Apresentador     | — |
| 2014          | KBS        | Hello Counselor (15 de dezembro, Ep 203)                  | Convidado        | com Chae Yeon, Alex (Clazziquai), Tei |
| 2014–2015     | MBC        | We Got Married 4                                          | Palestrante      | — |
| 2015          | KBS        | A Song For You (13 de janeiro, Ep 21)                     | Convidado        | com Nicole Jung e Spica |
| 2015          | SBS        | Running Man (8 de fevereiro, Ep 233)                      | Convidado        | com Ryeowook do Super Junior, Dongwoon do Beast, Dongwoo do Infinite, Sohyun (ex 4Minute), So Jin do Girl's Day, N do VIXX, Niel do TEEN TOP e Lee Minhyuk do BTOB |
| 2015          | KBS        | Let's Go! Dream Team Season 2 (5 de março, Ep 268)        | Convidado        | — |
| 2015          | tvN        | Wednesday Food Talk (25 de março, Ep 10)                  | Convidado        | — |
| 2015          | MBC        | Match Made in Heaven Returns (23-30 de april, Ep 6-7)     | Convidado        | — |
| 2015          | MBC        | King of Mask Singer (3 de mario, Ep 5)                    | Convidado        | — |
| 2015          | JTBC       | Hidden Singer 4 (24 de outubro, Ep 4)                     | Convidado        | — |
| 2015          | MBC        | Infinite Challenge (7-14 de novembro, Ep 453-454)         | Convidado        | — |
| 2015          | KBS        | Happy Together (3 de dezembro, Ep 426)                    | Convidado        | — |
| 2015–presente | Olive TV   | No Oven Dessert 2                                         | Apresentador     | — |
| 2016          | KBS        | Hello Counselor (11 de janeiro, Ep 256)                   | Convidado        | com Hayoung do A Pink, Lee Sanghun e Kim Jimin |
| 2016          | SBS        | Healing Camp (11 de janeiro, Ep 216)                      | Convidado        | com Eun Ji do A Pink, Hong Ji Min, Hong Jin Young, Byun Jin Sub e Rose Motel                                                                                       |
| 2016          | KBS        | Immortal Songs 2 (12-19 de março)                         | Convidado        | — |
| 2016          | KBS 2      | You Hee-yeol's Sketchbook (25 de março)                   | Convidado        | — |
| 2016          | MBC        | I Live Alone (1 de abril, Ep 151)                         | Convidado        | — |
| 2016          | tvN        | SNL Korea 7 (16 de abril, Ep 8)                           | Apresentador     | — |
| 2016–presente | MBC        | We Got Married (9 de abril - presente, Ep 316 - presente) | Membro do Elenco | com Solar do Mamamoo |